# Antonio Ciancio
Antonio Ciancio (Orsogna, 23 dicembre 1934) è un politico italiano.

## Biografia
Esponente del PCI, è stato deputato nazionale per due legislature, rispettivamente nella IX e X legislatura. Nella X sostituì il collega Michele Ciafardini, deceduto nel 1990.
Nel PCI - al quale egli si iscrisse alla metà degli anni ‘50 e vi ha militato fino al suo scioglimento - Antonio Ciancio ha rivestito numerosi incarichi, tra i quali i principali sono stati: segretario provinciale di Chieti dall’agosto 1970 all’autunno 1975, membro della segreteria regionale abruzzese dal 1975 al 1979, segretario provinciale di Pescara dagli inizi del 1979 all’autunno del 1981, segretario regionale del Molise dall’ottobre del 1981 al maggio del 1983.
Dal 1985 al 1990 è stato anche sindaco di Orsogna.
Come parlamentare, ha fatto anche parte della componente riformista che - con Giorgio Napolitano – si era costituita all’interno del PCI sul finire degli anni ‘80 del ‘900.
Cura dal 2009 a oggi il blog, dedicato alla politica PD. Punto e a capo.

## Opere
- Lotte politiche e sociali in provincia di Chieti negli anni ‘60 e ‘70 del ‘900 – Il ruolo del PCI, 2004, ISBN 978-1080959150
- Mie care nipoti ..., 2007, ISBN 978-1071401972
- Storie di vecchiaia e solitudine..., 2018, ISBN 978-1790855285